# Junín (ort i Ecuador)
Junín är en ort i Ecuador.   Den ligger i provinsen Manabí, i den västra delen av landet, 200 km väster om huvudstaden Quito. Junín ligger 49 meter över havet och antalet invånare är 9 128.
Terrängen runt Junín är kuperad söderut, men norrut är den platt. Runt Junín är det ganska tätbefolkat, med 78 invånare per kvadratkilometer. Närmaste större samhälle är Calceta, 10,2 km nordost om Junín. Omgivningarna runt Junín är huvudsakligen savann.